# Зоопарк (Маріуполь)
Маріупольський зоопарк або Парк дикої природи — зоопарк, створений у місті Маріуполь.

## Історія
Маріуполь давно виношував ідею створення власного зоопарку, як і ідею створення місцевої художньої галереї. Художній музей у місті намагалися створити ще 1914 року. Актив Товариства художників імені Архипа Куїджі надіслав того року міській Думі листа з пропозицією передати місту, батьківщині художника, десять картин. Але тоді не склалося. І художній музей імені Куїнджі заснували у місті майже через сто років.
У Приморському районі міста нетривалий час існував маріупольський акваріум «Меотіда». На жаль його існування припинили.
Зоопарку пощастило дещо більше. Він почався як приватна колекція тварин і птахів у селищі Сартана приблизно з 2009 року. Два роки зоопарк працював для дітлахів безкоштовно. У зв'язку із здорожченням кормів та утримання тварин вхід зробили за символічну платню. У зв'язку із військовими діями, розпочатими Росією проти України і Маріуполя, виникла загроза загибелі тварин і навіть самої ідеї створення парку дикої природи у місті. Про популярність ідеї свідчили натовпи відвідувачів, коли у місто прибували пересувні звіринці.
Для створення зоопарку віддали частку території, що прилягає до річки Кальчик у парку імені Гурова. Маріупольська міська рада виділила для розташування зоопарку територію площею 3,5 гектари. Розташування слід визнати вдалим, позаяк поряд Кіровський масив та перетин транспортних автошляхів, що дозволяє дістатися зоопарку з усіх районів міста. Для дітей обладнані дитячий майданчик, батути та атракціони.
У зоопарку оселилися птахи, серед котрих фазани, пелікани, павичі, голуби різних порід та чорні лебеді. Серед ссавців — олені, лані, віслюки, верблюди. Окрема ділянка — хижаки.

## Галерея

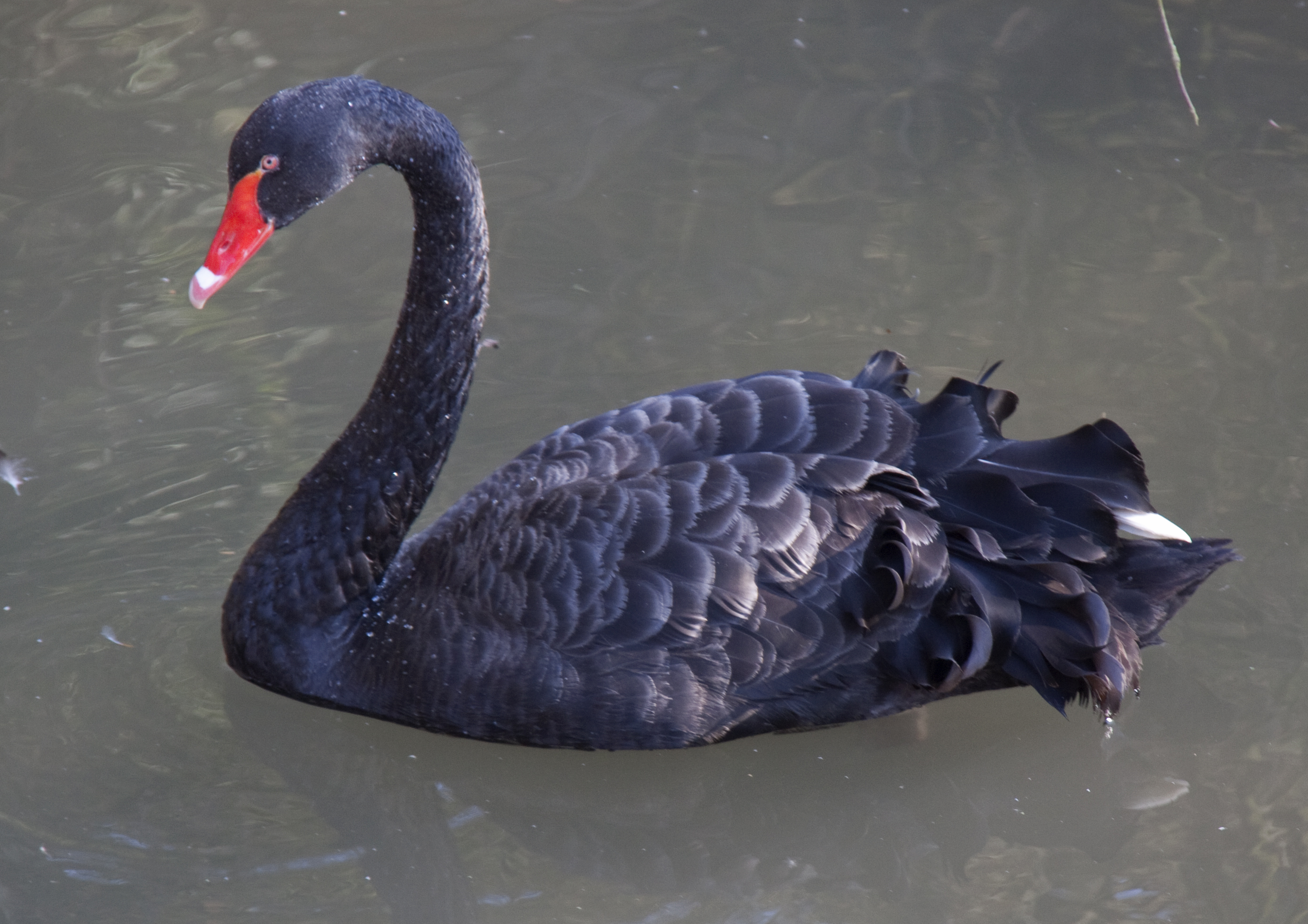
Чорний лебідь
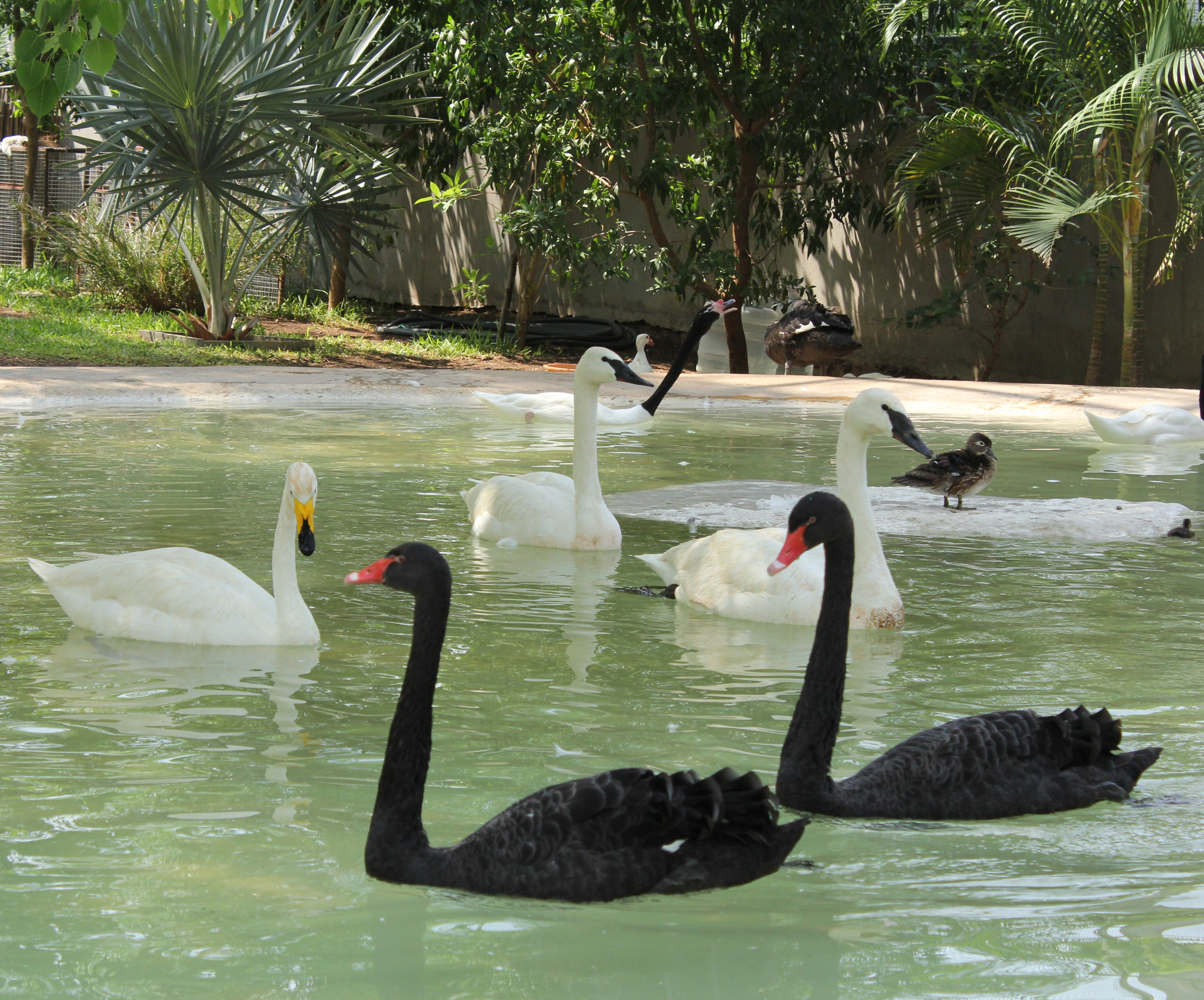
Порівняння
Чорні лебеді

## Адреса
- проспект Металургів, парк імені Гурова, Кальміуський район, м. Маріуполь. Працює без вихідних до 20:00.